# Mairéad Farrell
 (décembre 2022).
La mise en forme du texte ne suit pas les recommandations de Wikipédia : il faut le « wikifier ».
Les points d'amélioration suivants sont les cas les plus fréquents. Le détail des points à revoir est peut-être précisé sur la page de discussion.
- Les titres sont pré-formatés par le logiciel. Ils ne sont ni en capitales, ni en gras.
- Le texte ne doit pas être écrit en capitales (les noms de famille non plus), ni en gras, ni en italique, ni en « petit »…
- Le gras n'est utilisé que pour surligner le titre de l'article dans l'introduction, une seule fois.
- L'italique est rarement utilisé : mots en langue étrangère, titres d'œuvres, noms de bateaux, etc.
- Les citations ne sont pas en italique mais en corps de texte normal. Elles sont entourées par des guillemets français : « et ».
- Les listes à puces sont à éviter, des paragraphes rédigés étant largement préférés. Les tableaux sont à réserver à la présentation de données structurées (résultats, etc.).
- Les appels de note de bas de page (petits chiffres en exposant, introduits par l'outil «  Source ») sont à placer entre la fin de phrase et le point final[comme ça].
- Les liens internes (vers d'autres articles de Wikipédia) sont à choisir avec parcimonie. Créez des liens vers des articles approfondissant le sujet. Les termes génériques sans rapport avec le sujet sont à éviter, ainsi que les répétitions de liens vers un même terme.
- Les liens externes sont à placer uniquement dans une section « Liens externes », à la fin de l'article. Ces liens sont à choisir avec parcimonie suivant les règles définies. Si un lien sert de source à l'article, son insertion dans le texte est à faire par les notes de bas de page.
- La présentation des références doit suivre les conventions bibliographiques. Il est recommandé d'utiliser les modèles {{Ouvrage}}, {{Chapitre}}, {{Article}}, {{Lien web}} et/ou {{Bibliographie}}. Le mode d'édition visuel peut mettre en forme automatiquement les références.
- Insérer une infobox (cadre d'informations à droite) n'est pas obligatoire pour parachever la mise en page.

Pour une aide détaillée, merci de consulter Aide:Wikification.
Si vous pensez que ces points ont été résolus, vous pouvez retirer ce bandeau et améliorer la mise en forme d'un autre article.
Pour les articles homonymes, voir Farrell.
Mairéad Farrell (en irlandais : Máiréad Ní Fhearghail ou Mairéad Ní Fhearail), née le 3 mars 1957[réf. nécessaire] à Belfast et morte le 6 mars 1988 à Gibraltar, était une militante républicaine irlandaise, membre de l'Armée républicaine irlandaise provisoire (IRA). Condamnée au titre de son engagement auprès de l'organisation armée, elle prend part aux manifestations pour revendiquer des droits aux prisonniers politiques comme commandante des prisonnières républicaines de la prison d'Armagh. Après sa libération, elle réintègre l'IRA et meurt en opération, quand elle est abattue par l'armée britannique à Gibraltar le 6 mars 1988.

## Jeunesse
Mairéad Farrell est née à Belfast, en Irlande du Nord, dans une famille de la classe moyenne catholique, elle est la plus jeune est la seule fille d'une fratrie de six. Sa famille n'avait aucun lien avec le républicanisme irlandais armé, mais son grand-père maternelle avait été interné pendant la guerre d'indépendance irlandaise. Elle fait ses études à la Rathmore Convent School, à Belfast. À l'âge de 14 ans, elle rejoint l'organisation de jeunesse liée à l'IRA provisoire, recrutée par Bobby Storey. Après avoir quitté l'école à l'âge de 18 ans, elle a été embauchée comme employée de bureau pour un bureau de courtier d'assurances[réf. nécessaire].

## Premier mandat de l'activité de l'IRA, 1975-1976
Le 1er mars 1976, le gouvernement britannique révoque le Statut de catégorie spéciale pour les prisonniers condamnés à partir de cette date en vertu de la législation antiterroriste, cette mesure vise en premier lieu les volontaires engagés auprès des organisations républicaines armées. En réponse, l'IRA déclenche une vague d'attaques à la bombe et de fusillades à travers l'Irlande du Nord ; il est demandé aux jeunes volontaires comme Farrell d'y participer. Le 5 avril 1976, avec Kieran Doherty et Sean McDermott, elle tente de poser une bombe à l'hôtel Conway à Dunmurry, cet hôtel était ciblé car il avait souvent été utilisé par des soldats britanniques en service temporaire en Irlande du Nord.[réf. nécessaire] Elle est arrêtée par les officiers de la police royale d'Ulster (RUC) dans l'heure qui a suivi la pose de la bombe.[réf. nécessaire] Son petit ami, Sean McDermott, est abattu par un réserviste de la RUC dans un lotissement voisin,.
Lors de son procès, elle refuse de reconnaître le tribunal car il s'agissait d'une institution de l'État britannique. Elle est condamnée à quatorze ans de prison pour des délits liés aux explosifs, aux armes à feu et appartenance à une organisation illégale.

## Emprisonnement, 1976-1986
Lors de sa détention à la prison d'Armagh, Farrell est l'Officier commandant (OC) attitré des prisonnières de l'IRA.
Farrell est la première prisonnière envoyée à Armagh après l'abolition du statut politique pour les détenus républicains, dès son arrivée elle refuse cette désignation des prisonniers républicains comme des criminels de droit commun. Elle ne rejoint pas la blanket protest initiée par Kieran Nugent prisonnier des H-Blocks de la prison de Maze car toutes les femmes détenues en Irlande du Nord conservent le droit à porter leurs vêtements, Mairéad Farrell initie la "no-work protest", perdant un jour de remise de peine par jour de protestation,. À partir de février 1980, Farrell organise une dirty protest à Armagh, au cours de laquelle les prisonnières refusent de quitter leur cellules pour se laver et étalent sur les murs de leurs cellules des excréments et du sang menstruel, plutôt que risquer d'être attaqués par les gardiens,,,,,. Après 13 mois, Mairéad Farrell, Mary Doyle et Mairéad Nugent, entament une grève de la faim dans la prison d'Armagh pour coïncider avec celle qui avait déjà lieu à Long Kesh. Elle s'est terminée le 19 décembre, un jour après la grève des hommes. La dirty protest a pris fin en mars 1981 alors que la campagne pour les droits des prisonniers était axée sur la grève de la faim entreprise par Bobby Sands, officier commandant des prisonniers de l'IRA dans les H-Blocks. Farrell est une des prisonniers H-Block/Armagh à se présenter aux élections en république d'Irlande lors des élections générales de 1981, elle se présente à Cork North Central et recueille 2 751 voix (6,05 %).

## Deuxième phase d'activité de l'IRA et décès subséquent
À sa sortie de prison en octobre 1986 Farrell s'inscrit à l'Université Queen's de Belfast pour suivre un cursus de sciences politiques et d'économie. Au cours de l'année suivante, Farrell prend la parole lors de meetings contre les fouilles à nue, milite pour le Sinn Féin et donne de nombreuses interviews. Mairéad Farrell défend alors l'objectif d'une république socialiste irlandaise, dans ses prises de parole elle affirme que l'égalité des femmes, l'égalité sociale et la libération de l'Irlande sont indissociables. Elle rejoint à nouveau l'IRA. Avec Seán Savage et Daniel McCann, elle participe à une mission sur le territoire britannique d'outre-mer de Gibraltar pour faire exploser une voiture piégée. La cible était la fanfare et la garde du 1er bataillon du Royal Anglian Regiment lors d'une cérémonie hebdomadaire de relève de la garde devant la résidence des gouverneurs, le 8 mars 1988. Selon des membres de l'IRA interrogés, Gibraltar avait été choisi comme cible parce qu'il s'agissait d'une possession britannique qui faisait l'objet d'un litige, et car c'était une zone avec des mesures de sécurité plus légères que celles qui étaient ailleurs devenues endémiques dans les installations militaires britanniques en raison de la campagne de l'IRA.
Le service de renseignement intérieur du gouvernement britannique, le MI5, avait pris connaissance de leur plan, et un détachement de l'armée britannique est spécifiquement déployé à Gibraltar pour intercepter l'équipe de l'IRA et empêcher son action, cette opération reçoit le nom de code "Opération Flavius" du gouvernement britannique. Le 6 mars 1988, Farrell, Savage et McCann sont accrochés par des soldats en civil du Special Air Service (SAS) alors qu'ils effectuaient une reconnaissance à Gibraltar en attendant la livraison de la voiture piégée. Farrell est abattue de trois balles dans le dos et une au visage, ses deux coéquipiers sont également tués lors de cette intervention. Certains témoins de la fusillade ont déclaré que Farrell et McCann avaient été tués alors qu'ils tentaient de se rendre et qu'ils gisaient blessés au sol. Après coup, les trois membres de l'IRA se sont tous révélés être désarmés. Les clés d'une voiture de location trouvées dans le sac à main de Farrell ont conduit la police espagnole, qui avait travaillé en étroite collaboration avec les services de sécurité britanniques lors de cette opération, à la découverte de l'autre côté de la frontière espagnole de cinq colis totalisant 84 kg d'explosif Semtex dans une voiture que l'équipe de l'IRA avait l'intention de conduire ensuite à Gibraltar pour l'attaque. Ces colis avaient quatre détonateurs distincts attachés, autour de ceux-ci, 200 cartouches étaient emballées. Deux chronomètres, marqués respectivement à 10h45 et 11h15, ont également été trouvé, mais ils n'étaient ni amorcés ni connectés.

## Enquête sur Gibraltar
Lors de l'enquête sur les décès qui s'est tenue à Gibraltar, le jury a rendu un verdict d' "homicide légal" (lawful killing) à la majorité de 9 voix contre 2. Le coroner, en résumant les éléments au jury, leur a dit d'éviter un verdict ouvert. Le verdict 9 à 2 est la plus petite majorité autorisée. Paddy McGrory, avocat d'Amnesty International, a estimé qu'il s'agissait d'un "verdict pervers" et qu'il allait à l'encontre du poids de la preuve.
Mme Proetta, un témoin indépendant, a déclaré à Thames Television : « Ils [les agents des forces britanniques] n'ont rien fait... ils sont juste arrivés et tiré sur ces gens. C'est tout. Ils n'ont rien dit, ils n'ont pas crié, ils n'ont pas interpellé, ils n'ont rien fait. Ces gens tournaient la tête en arrière pour voir ce qui se passait et quand ils ont vu que ces hommes avaient des armes à la main, ils ont levé les mains. On aurait dit que l'homme protégeait la fille parce qu'il se tenait devant elle, mais il n'y avait aucune chance. Je veux dire, ils sont tombés au sol immédiatement, ils se sont effondrés ».
Stephen Bullock, avocat de profession, qui se trouvait à 150 mètres de la fusillade, ainsi qu'un autre témoin indépendant, ont vu Dan McCann tomber à la renverse, les mains à hauteur des épaules. Lors de l'enquête sur les exécutions, Bullock a déclaré: « Je pense qu'en un seul pas, il aurait pu toucher la personne sur laquelle il tirait ».
L'enquêteur de Thames Television qui a réalisé le documentaire Death on the Rock a cru le témoignage de Mme Proetta, car il correspondait à un autre récit qu'ils avaient reçu. Les preuves scientifiques fournies par le professeur pathologiste Alan Watson ont également corroboré les dépositions de Proetta, Bullock et d'un troisième témoin, Josie Celecia.
Cinq organisations indépendantes de défense des libertés civiles ont critiqué de nombreux aspects de la procédure au cours de l'enquête et ont appelé à de nouvelles enquêtes sur les meurtres à Gibraltar. Il s'agit de l'International Association of Democratic Lawyers, du National Council for Civil Liberties (Londres), de la Ligue internationale des droits de l'homme (New York) et d'Amnesty International.
Le rapport d'Amnesty International a déclaré que l'enquête n'avait pas répondu à « la question fondamentale [...] si les tirs mortels avaient été causés par ce qui s'était passé dans la rue, ou si les autorités avaient prévu que les trois seraient abattus ».

## Cour européenne des droits de l'homme
Les proches de McCann, Savage et Farrell n'étaient pas satisfaits de la façon dont le système judiciaire britannique avait traité leur plainte, ils ont donc porté leur cas devant la Cour européenne des droits de l'homme en 1995. La CEDH a conclu que les trois hommes avaient été tués illégalement. À une majorité de 10 voix contre 9, la Cour a jugé que les droits de l'homme des «Gibraltar Three» avaient été bafoués en violation de l'article 2 - droit à la vie, de la Convention européenne des droits de l'homme et a critiqué les autorités pour leur manque de soin approprié dans le contrôle et l'organisation de l'opération d'arrestation.
Dans son arrêt, la Cour a déclaré que les actions des autorités n'avaient pas "le degré de prudence dans l'utilisation des armes à feu auquel on peut s'attendre de la part des forces de l'ordre dans une société démocratique",. Certains journaux ont rendu compte de la décision comme une conclusion que les trois hommes avaient été tués illégalement,,.
La CEDH a également conclu que les trois s'étaient livrés à un acte de terrorisme et a par conséquent rejeté à l'unanimité les demandes de dommages et intérêts des requérants, pour les frais et dépenses engagés dans l'enquête sur Gibraltar et le reste des demandes de satisfaction équitable.
Malgré la réception de ses conclusions, a Cour n'est pas habilitée à annuler des décisions nationales ou à annuler des lois nationales.

## Événements importants
À la suite de l'exécution du commando de l'IRA à Gibraltar, la violence s'est intensifiée dans la région de Belfast, provoquant au moins six autres morts. Le 14 mars, les corps des trois volontaires sont ramenés à Belfast dans une atmosphère tendue. Ce soir-là, un sniper de l'IRA, Kevin McCracken, est abattu à Norglen Crescent, Turf Lodge, Belfast, alors qu'il se préparait à attaquer des soldats britanniques,. Les personnes présentes à la restitution des corps ont déclaré que les services de sécurité les avaient harcelées et qu'il s'en prenait aux services de sécurité pour détourner leur attention. Selon des témoins, McCracken a été battu alors qu'il était allongé blessé par des membres des services de sécurité.
Le 16 mars, lors des funérailles des « Gibraltar Three » au cimetière de Milltown, la foule en deuil est visée par une attaque à l'arme à feu et à la grenade menée par le paramilitaire loyaliste Michael Stone, trois des participants à l'enterrement sont tués et environ soixante blessés.
Lors des funérailles de Caoimhín Mac Brádaigh le 19 mars, un volontaire de l'IRA et l'un des trois hommes tués trois jours plus tôt par Michael Stone, a lieu le « meurtre des caporaux », lorsque deux caporaux de l'armée britannique, Derek Wood et David Howes, se retrouvent en voiture au milieu du cortège funèbre. Ce qui semble être un accident dégénère, les personnes en deuil marqués par l'attentat du 16 mars, craignent évidemment qu'une attaque similaire à celle de Stone ait lieu. Les scènes retransmises à la télévision montrent les deux caporaux acculés par des taxis noirs et traînés hors de leur voiture avant d'être emmenés pour être battus, déshabillés, puis exécutés.
Le 10 septembre 1990, une opération de l'IRA tente de tuer le maréchal en chef de l'air Peter Terry à son domicile du Staffordshire. Terry était une cible privilégiée depuis, qu'en tant que gouverneur de Gibraltar, il avait signé les documents permettant au SAS de poursuivre les membres de l'IRA. L'attaque a eu lieu à 21 heures à la maison Main Road. Le tireur a ouvert le feu à travers une fenêtre, frappant Peter Terry au moins neuf fois et blessant sa femme près de l'un de ses yeux. La fille du couple a été retrouvée en état de choc. Le visage de Terry, abîmé par les tirs, a dû être reconstruit, deux balles à haute vélocité se trouvaient à quelques millimètres de son cerveau.
Quelques mois avant d'être tuée, Mairéad Farrell avait été interviewée pour le documentaire Mother Ireland, réalisé par Anne Crilly. En raison des restrictions de diffusion de 1988, une mesure de censure qui interdisait la diffusion par la BBC des voix de militants républicains, ce documentaire a été jugé intransmissible, Channel 4 a finalement projeté le documentaire le 11 avril 1991, la voix de Farrell ayant été doublée pour se conformer aux restrictions,.
En 2008, le Sinn Féin a demandé à organiser un événement pour la Journée internationale des femmes dans la Long Gallery de Stormont commémorant Mairéad Farrell. Cependant, la Commission de l'Assemblée, qui gère le domaine de Stormont, a décidé que l'évènement ne pourrait avoir lieu.